# Tormellas
Tormellas és un municipi de la província d'Àvila, a la comunitat autònoma de Castella i Lleó.
Hi nasqué i morí el sant eremita Pascual de Tormellas, al segle xii.

## Demografia
| 1991 | 1996 | 2001 | 2004 |
| ---- | ---- | ---- | ---- |
| 152  | 119  | 107  | 93   |